# NGC 6231
NGC 6231 (hay Caldwell 76) là tên của một cụm sao mở nằm ở phía 0,5 độ của hướng bắc tính từ ngôi sao Zeta Scorpii. Nó là một phần của một vệt dài tạo thành từ những ngôi sao trẻ, có ánh sáng xanh xanh nằm trong chòm sao Thiên Yết, nó còn được biết đến với tên là mối liên kết Scorpius OB1. Ngôi sao Zeta1 (HR 6262) là một phần của mối liên kết này trong khi ngôi sao sáng hơn lân cận tên là Zeta2 (HR 6271) (ngôi sao này cách Trái Đất 150 năm ánh sáng và vì thế nó không phải là ngôi sao thành viên của mối liên kết này.
Cụm sao này có tuổi ước tính là khoảng 2 đến 7 triệu năm và đang di chuyển về phía hệ mặt trời với tốc độ 22 km/s. Cụm sao và mối liên kết Scorpius OB1 nằm gần nhánh xoắn ốc Thuyền Để-Cung Thủ của Ngân Hà. Zeta1 Scorpii (loại quang phổ là O8 và cấp sao biểu kiến là 4,71) là ngôi sao sáng nhất trong mối liên kết ấy và là một trong những ngôi sao rực rỡ nhất trong thiên hà của chúng ta.
Ngoài ra, thiên này cũng có chứa 3 ngôi sao Wolf-Rayet tên là: HD 151932, HD 152270, và HD 152408.

## Phát hiện
Nó được nhà thiên văn học người Ý Giovanni Batista Hodierna phát hiện trước năm 1654 và ông đã biên mục nó là Luminosae trong danh mục các thiên thể trong những lần quan sát bầu trời của ông. Danh mục này nằm trong cuốn sách của ông tên là De Admirandis Coeli Characteribuse, cuốn sách này được xuất bản vào năm 1654 tại Palermo. Nó còn được quan sát bởi các nhà thiên văn học khác là Edmond Halley (1678), Jean-Philippe de Cheseaux (1745-46), và Abbe Lacaille (1751-52).

## Dữ liệu hiện tại
Theo như quan sát, đây là cụm sao nằm trong chòm sao Thiên Yết và dưới đây là một số dữ liệu khác:
Xích kinh 16h 54m
Độ nghiêng −41° 48′
Cấp sao biểu kiến 2.6
Kích thước biểu kiến 15.0′